# فراسيوناوية
الفراسيوناوية (الاسم العلمي: Marrubieae) هي قبيلة من النباتات تتبع فصيلة الشفوية من الرتبة الشفويات.

## أجناس الفراسيوناوية
- الفراسيون
- السدريت